# 12月21日
12月21日（じゅうにがつにじゅういちにち）は、グレゴリオ暦で年始から355日目（閏年では356日目）にあたり、年末まであと10日ある。

## できごと
- 69年 - ローマ内戦: ウェスパシアヌスが元老院より皇帝に承認される。
- 1185年（文治元年11月28日） - 文治の勅許。朝廷が源頼朝に対し諸国への守護・地頭の設置・任免を許可。
- 1620年 - ピルグリム・ファーザーズが、現在プリマス・ロックとして知られる岩に上陸。
- 1844年 - ロッチデール先駆者協同組合設立。
- 1872年 - イギリスの帆船「チャレンジャー号」が世界探検のためポーツマスを出港。
- 1891年 - ジェームズ・ネイスミスが考案したバスケットボールの試合が初めて行われる。
- 1906年 - 阪神電気鉄道の梅田駅が開業。
- 1912年 - 日本で桂太郎が第15代内閣総理大臣に就任し、第3次桂内閣が発足。
- 1913年 - クロスワードパズルが『ニューヨークワールド』誌に掲載され、クロスワードパズルが広く知られるきっかけとなる。
- 1917年 - 大之浦桐野炭鉱（現:福岡県宮若市）にて爆発事故。死者・行方不明者361人[1]。
- 1917年 - 明治乳業設立。
- 1937年 - 世界初のフルカラー長編アニメーション映画『白雪姫』が公開[2]。
- 1937年 - 兵庫県神戸市長田区明泉寺町にある丸山断層が「丸山衝上断層」として国の天然記念物に指定される。
- 1938年 - 駆逐艦HMSジャベリン進水。
- 1941年 - 第二次世界大戦: 日本とタイの間で日泰同盟が締結される。
- 1946年 - 昭和南海地震が発生。
- 1958年 - フランス第五共和政初の大統領選挙。シャルル・ド・ゴールが当選。
- 1959年 - 福岡県嘉穂郡稲築町（現：嘉麻市）の三井鉱業山野鉱業所第1坑で爆発事故が発生。死亡7人、重軽傷者24人。また同日、同県鞍手郡鞍手町の三菱鉱業新入鉱業所第6坑で爆発事故が発生。死亡22人、重軽傷19人[3]。
- 1961年 - 中央公論社が月刊誌『思想の科学』の天皇制特集号（1962年1月号）を発売中止とする。
- 1963年 - 義務教育諸学校の教科用図書の無償措置に関する法律公布。
- 1964年 - 智行ちゃん誘拐殺人事件: 元俳優の男が、宮城県仙台市で会社社長の三男である幼稚園児（当時5歳）を虚偽の電話で呼び出して誘拐・殺害、男児の家族に身代金を要求。
- 1965年 - あらゆる形態の人種差別の撤廃に関する国際条約が国際連動総会で採択される。
- 1968年 - NASAが世界初の有人月周回宇宙船「アポロ8号」を打上げ。
- 1968年 - 京釜高速道路の漢南IC - 水原IC、京仁高速道路の楊平IC - 佳佐ICが開通。大韓民国初の高速道路。
- 1971年 - 三崎事件。
- 1971年 - 首都高速3号渋谷線・渋谷 - 東名東京ICが開通し、首都高速道路と東名高速道路が接続。同時に首都高速3号渋谷線と東名高速道路が全線開通。
- 1972年 - 「東西ドイツ基本条約」調印。関係正常化へ。
- 1973年 - 小笠原諸島・西之島の横に海底火山活動により出現した新島を西之島新島と命名。
- 1975年 - 大三島橋で起工式。本州四国連絡橋で初の起工。
- 1975年 - 第1回コミックマーケット開催。
- 1976年 - 初のジャンボ宝くじ発売。売り場に購入客が殺到して2人が死亡し、これにより翌年から予約制となる。
- 1978年 - 都営新宿線の岩本町 - 東大島間が開業。
- 1979年 - リニアモーターカーマグレブML-500が517 km/hでの走行記録を作る。
- 1982年 - 谷津遊園が閉園。
- 1988年 - パンアメリカン航空103便爆破事件。
- 1988年 - 富山市立奥田中学校いじめ自殺事件[4]。
- 1989年 - ルーマニア革命の勃発。 首都ブカレストで官製集会の最中に爆発事件が発生した。
- 1991年 - ソビエト連邦の崩壊: アルマアタでソビエト連邦を構成する11共和国の首脳による会議が開かれ、ソビエト連邦の消滅を決議（アルマ・アタ宣言）。
- 1993年 - 新幹線952形 (STAR21) が高速走行試験で425 km/hを達成。
- 1993年 - 伊豆急行に戦後初の女性運転士デビュー。
- 1993年 - 中日からFA宣言した落合博満内野手が巨人へ移籍。
- 1994年 - 日本テレビ郵便爆弾事件。日本テレビに郵送された安達祐実宛の郵便物が爆発し、サンミュージック関連会社の社員ら3人が怪我を負う。
- 1994年 - 鶴見つばさ橋が開通。
- 1999年 - 横山ノック大阪府知事が大阪地方検察庁から強制わいせつ罪で在宅起訴。同日、知事辞職願を提出。
- 1999年 - 京都小学生殺害事件。
- 1999年 - 東海村JCO臨界事故で被曝したJCO社員男性（35歳）が東大病院で死亡。
- 2013年 - 猪瀬直樹元都知事が提唱した都営バス24時間営業の試行が、渋谷駅 - 六本木間で始まる[5]。
- 2017年 - 堤川スポーツセンター火災: 大韓民国、忠清北道堤川市の複合商業施設で火災が発生し、29人が死亡した[6]。
- 2019年 - インドで、12月11日に議会通過した国籍法の改正を巡り、全土で大規模デモが発生。改正法は、近隣3か国から入国した宗教的少数派の人々に国籍を与えるものだが、イスラム教徒が対象外とされたことから反発が高まっていた[7][8]。
- 2022年 - ウクライナのウォロディミル・ゼレンスキー大統領が訪米。ウクライナ侵攻開始後初となる海外訪問でバイデン大統領と会談を行った[9]。
- 2023年 - 日本の朝鮮半島統治下にあった戦時中に、徴用工として動員された韓国人の遺族らが、日本企業を相手に損害賠償を求めた2件の訴訟で、韓国最高裁が日本企業の上告を棄却。原告の勝訴が確定した[10]。

## 誕生日

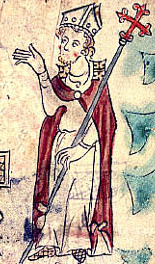
英国の聖職者、カンタベリー大司教、トマス・ベケット(1120-1170)誕生。

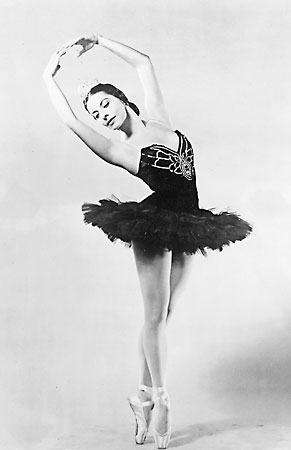
バレエダンサーアリシア・アロンソ(1920-2019)誕生。

- 1120年 - トマス・ベケット、カンタベリー大司教（+ 1170年）
- 1401年 - マサッチオ、画家（+ 1428年）
- 1568年（永禄11年12月3日） - 黒田長政、福岡藩初代藩主（+ 1623年）
- 1639年 - ジャン・ラシーヌ、劇作家（+ 1699年）
- 1652年（承応元年11月21日） - 松平頼常、高松藩2代藩主（+ 1704年）
- 1742年（寛保2年11月25日） - 本多忠興、神戸藩3代藩主（+ 1766年）
- 1745年（延享2年11月29日） - 水野勝起、結城藩5代藩主（+ 1783年）
- 1773年 - ロバート・ブラウン、植物学者（+ 1858年）
- 1780年（安永9年11月26日） - 黒住宗忠、黒住教の開祖（+ 1850年）
- 1795年（寛政7年11月11日） - 水野忠啓、新宮藩8代藩主（+ 1848年）
- 1804年 - ベンジャミン・ディズレーリ、政治家、イギリス首相（+ 1881年）
- 1805年 - トーマス・グレアム、化学者（+ 1869年）
- 1815年 - トマ・クチュール、画家（+ 1879年）
- 1815年（文化12年11月21日） - 加藤泰理、新谷藩8代藩主（+ 1867年）
- 1823年 - ジャン・アンリ・ファーブル、生物学者（+ 1915年）
- 1849年（嘉永2年11月7日） - 生駒親敬、矢島藩初代藩主（+ 1880年）
- 1850年 - ウィリー・リンカーン、エイブラハム・リンカーンの三男（+ 1862年）
- 1850年 - ズデニェク・フィビフ、作曲家（+ 1900年）
- 1875年 - 大西良慶、僧侶、清水寺貫主（+ 1983年）
- 1878年 - ヤン・ウカシェヴィチ、論理学者、哲学者（+ 1956年）
- 1881年 - 斎藤五百枝、美術デザイナー、画家、挿絵画家（+ 1966年）
- 1884年 - 黒木三次、華族、貴族院議員（+1944年）
- 1887年 - サイ・ウィリアムズ、元プロ野球選手（+ 1974年）
- 1890年 - ハーマン・J・マラー、遺伝学者（+ 1967年）
- 1898年 - 茅誠司、物理学者（+ 1988年）
- 1899年 - 灘尾弘吉、政治家、第60・61代衆議院議長（+ 1994年）
- 1904年 - ジャン・バザン (Jean René Bazaine)、画家（+ 2001年）
- 1905年 - アンソニー・パウエル、小説家（+ 2000年）
- 1906年 - 林竹二、教育哲学者（+ 1985年）
- 1907年 - 西田直道、作曲家、指揮者（+ 1978年）
- 1909年 - 松本清張、小説家（+ 1992年）
- 1911年 - ジョシュ・ギブソン、野球選手（+ 1947年）
- 1914年 - 池田弥三郎、国文学者、民俗学者、随筆家（+ 1982年）
- 1914年 - テオドール・ワイセンベルガー、ドイツ空軍のエース・パイロット（+ 1950年）
- 1917年 - ハインリヒ・ベル、作家（+ 1985年）
- 1918年 - クルト・ヴァルトハイム、政治家、第4代国連事務総長、元オーストリア大統領（+ 2007年）
- 1920年 - アリシア・アロンソ、バレエダンサー、振付師（+ 2019年）
- 1921年 - パウル・ファルク、フィギュアスケート選手（+ 2017年）
- 1922年 - 沼田武、政治家、元千葉県知事（+ 2011年）
- 1924年 - 勝井祐輔、実業家（+ 2006年）
- 1927年 - 小川国夫、作家（+ 2008年）
- 1928年 - 佐藤慶、俳優、ナレーター（+ 2010年）
- 1933年 - 高橋宏、実業家、元郵船航空サービス社長（+ 2021年）
- 1935年 - 秦恒平、小説家
- 1935年 - 小谷承靖、映画監督、演出家、脚本家（+ 2020年）
- 1936年 - 葛城隆雄、元プロ野球選手（+ 2013年）
- 1936年 - 足利健亮、地理学者（+ 1999年）
- 1937年 - ジェーン・フォンダ、女優
- 1938年 - 夏樹静子、小説家（+ 2016年）
- 1940年 - 早川勝、政治家、元愛知県豊橋市長
- 1940年 - フランク・ザッパ、音楽家（+ 1993年）
- 1941年 - 海保宣生、元バスケットボール選手、スポーツ指導者（+ 2015年）
- 1942年 - 胡錦濤、元中国共産党中央委員会総書記、中華人民共和国主席
- 1943年 - ウォルター"ウルフマン"ワシントン、ミュージシャン
- 1944年 - マイケル・ティルソン・トーマス、指揮者
- 1946年 - カール・ウィルソン、ミュージシャン（ザ・ビーチボーイズ）（+ 1998年）
- 1946年 - 汀夏子、女優、タレント、元宝塚歌劇団雪組
- 1947年 - 黒田正宏、元プロ野球選手
- 1947年 - パコ・デ・ルシア、 ギタリスト（+ 2014年）
- 1947年 - 若井小づえ、漫才師（若井小づえ・みどり）（+ 1999年）
- 1948年 - 池田香代子、ドイツ語翻訳家、社会運動家
- 1948年 - サミュエル・L・ジャクソン、俳優
- 1948年 - デーブ・キングマン、元プロ野球選手
- 1950年 - 神田正輝、俳優
- 1951年 - 海堂尊、小説家、医師
- 1951年 - 山瀬秀雄、俳優
- 1952年 - ウォーキーン・アンドゥハー、元プロ野球選手（+ 2015年）
- 1953年 - 牧村三枝子、演歌歌手
- 1953年 - 安斎肇、イラストレーター、デザイナー、ソラミミスト
- 1953年 - アンドラーシュ・シフ、ピアニスト
- 1954年 - 片岡鶴太郎、タレント、俳優、画家
- 1954年 - クリス・エバート、テニス選手
- 1955年 - 関口和之、ミュージシャン（サザンオールスターズ）
- 1955年 - 田旗浩一、映像作家
- 1955年 - 白井俊之、実業家、ニトリホールディングス社長
- 1956年 - 大島敦、政治家
- 1956年 - 三成美保、法学者、社会学者、フェミニスト
- 1957年 - 喜多川務、スーツアクター、俳優
- 1958年 - 金子哲、元俳優
- 1958年 - 柳沢高雄、元プロ野球選手
- 1959年 - フローレンス・ジョイナー、陸上競技選手（+ 1998年）
- 1960年 - 本間三和子、教育者、元アーティスティックスイミング選手
- 1960年 - 布啓一郎、サッカー指導者、元サッカー選手
- 1960年 - アンディ・バンスライク、元プロ野球選手
- 1961年 - 中嶋敦子、キャラクターデザイナー
- 1961年 - 佐藤満、レスリング選手
- 1961年 - 大森ゆかり、元プロレスラー、第74代・第76代WWWA世界タッグ王者、第33代WWWA世界シングル王者
- 1961年 - 和田雅樹、検察官
- 1962年 - 小谷野敦、比較文学者
- 1962年 - 国松慶輝、元プロ野球選手
- 1962年 - 堀内博之、キャラクターデザイナー
- 1962年 - 日野美歌、演歌歌手
- 1963年 - ドノバン・ラドック、プロボクサー
- 1963年 - 髙階恵美子、政治家
- 1964年 - 恵俊彰、タレント、司会者（ホンジャマカ）
- 1964年 - 鈴木美潮、ジャーナリスト
- 1964年 - 幾原邦彦、アニメーション監督
- 1964年 - 佐久間真由美、元女優、元子役
- 1964年 - 周防柳、小説家
- 1965年 - 本木雅弘、俳優、元歌手（元シブがき隊）
- 1965年 - 五十嵐卓哉、アニメーション監督
- 1965年 - 太田裕久、陸上競技選手
- 1966年 - キーファー・サザーランド、俳優
- 1967年 - 草野マサムネ、ミュージシャン（スピッツ）
- 1967年 - 三浦まり、政治学者、行政学者
- 1967年 - ミヘイル・サアカシュヴィリ、元政治家、第3代グルジア大統領
- 1969年 - 平川健太郎、アナウンサー
- 1969年 - ジュリー・デルピー、女優
- 1970年 - 谷繁元信、元プロ野球選手、監督
- 1970年 - 月島薫、漫画家
- 1971年 - はな、タレント、ファッションモデル
- 1971年 - マルガリータ・ドロビアツコ、フィギュアスケート選手
- 1972年 - アーウィン・シュロット（Erwin Schrott）、オペラ歌手
- 1972年 - ラトロイ・ホーキンス、元プロ野球選手
- 1973年 - 大西巷一、漫画家
- 1973年 - 宮平秀治、スキージャンプ指導者、元スキージャンプ選手
- 1974年 - カリー・ウェブ、プロゴルファー
- 1974年 - 糸川正晃、政治家
- 1975年 - 松田慶三、プロレスラー
- 1975年 - 堀田季何、歌人、俳人
- 1975年 - シャルル・ミシェル、政治家、第3代欧州理事会議長
- 1976年 - 大須賀めぐみ、漫画家
- 1977年 - 三重野瞳、歌手
- 1977年 - 須磨ノ富士茂雄、元大相撲力士
- 1977年 - エマニュエル・マクロン、政治家、フランス大統領
- 1977年 - バディ・カーライル、元プロ野球選手
- 1978年 - 前川涼、漫画家
- 1978年 - 須藤もとき、お笑い芸人（ラフ→チケット）
- 1978年 - 伊藤彰、元プロ野球選手
- 1978年 - ディッキー・ゴンザレス、元プロ野球選手
- 1978年 - アンバー・コーウィン、フィギュアスケート選手
- 1979年 - TAKUYA∞、歌手（UVERworld）
- 1979年 - 吉川ひなの、タレント、ファッションモデル
- 1979年 - YAMOTO、シンガーソングライター
- 1979年 - 林稔幸、野球選手
- 1980年 - 白川みなみ、タレント
- 1980年 - 千葉めぐみ、アナウンサー、ラジオパーソナリティ
- 1981年 - 磋牙司洋之、元大相撲力士
- 1981年 - 高瀬弘美、政治家
- 1982年 - ITOKiN、画家
- 1982年 - 小川晶、弁護士、政治家、群馬県前橋市長
- 1982年 - 狩野新、サッカー選手
- 1982年 - 濱田武、元サッカー選手
- 1982年 - フィリップ・ハンバー、プロ野球選手
- 1983年 - 小柴大始、声優、俳優
- 1983年 - 竹内智香、スノーボードアルペン選手
- 1983年 - SaCo、ボーカル（元少年カミカゼ、HELLOs）
- 1983年 - 上原美佐、元女優
- 1983年 - スティーヴン・ユァン、俳優
- 1983年 - ジョン・メイベリー・ジュニア、プロ野球選手
- 1984年 - 中澤優子、元グラビアアイドル
- 1984年 - ヴォーン・チピアー、フィギュアスケート選手
- 1985年 - 柳浩太郎、俳優（元D-BOYS）
- 1985年 - 安宅陽子、声優
- 1985年 - ブライアン・シュリッター、プロ野球選手
- 1986年 - 三友良平、ラグビー選手
- 1986年 - 宇井愛美、ファッションモデル
- 1987年 - デニス・アレクセーエフ、陸上競技選手
- 1987年 - 寺川俊平、テレビ朝日アナウンサー
- 1987年 - 大和貴恵、ミュージカル俳優
- 1988年 - 広瀬未花、 ファッションモデル
- 1988年 - 坂口亮、ミュージシャン（ORANGE POST REASON）
- 1988年 - 松浦拓弥、サッカー選手
- 1988年 - 武田奈也、元フィギュアスケート選手
- 1988年 - ウィル・アイアトン、通訳者
- 1989年 - 栃本翔平、ノルディックスキージャンプ選手
- 1989年 - 田島慎二、プロ野球選手
- 1989年 - 中村茜、野球選手
- 1989年 - 里綾実、野球選手
- 1989年 - 向理来、AV男優
- 1989年 - 首里のすけ、タレント
- 1989年 - ジェイ・ジョンソン、プロ野球選手
- 1990年 - 吉田絢乃、女優
- 1990年 - 小橋里美、声優
- 1990年 - ケンドール・グレーブマン、プロ野球選手
- 1991年 - 三根梓、女優
- 1991年 - 森本裕介、IDEC勤務、ソフトウェアエンジニア、SASUKE史上4人目の完全制覇者
- 1991年 - マイケル、元モデル
- 1991年 - 大村孟、元プロ野球選手
- 1992年 - 梶原ひかり、俳優
- 1992年 - 上杉真央、歌手（fripSide）
- 1992年 - 千葉雄太、ラグビー選手
- 1992年 - 内海つかさ、元子役、元俳優
- 1993年 - 児玉雨子、作詞家、作曲家、小説家
- 1993年 - 三好南穂、バスケットボール選手
- 1993年 - ルゥティン、声優
- 1994年 - 深海永理、グラビアアイドル
- 1995年 - 岡部来亜、タレント
- 1996年 - 真楪伶、タレント（元AKB48）
- 1996年 - 熊沢学、俳優
- 1996年 - アニュラス・ザバラ、プロ野球選手
- 1997年 - 永井理子、女優、ファッションモデル
- 1997年 - 高梨瑞樹、グラビアアイドル
- 1998年 - 長谷川白紙、シンガーソングライター
- 1998年 - 梅澤太一、俳優[11]
- 1998年 - ジョセフ・ラジニ、陸上選手
- 1999年 - 神月柚莉愛、女優、歌手
- 2000年 - 杉本愛里、ファッションモデル、女優
- 2000年 - 住田帆志乃、バレーボール選手
- 2002年 - 愛子、歌手（大小姐）
- 2003年 - うたな、ファッションモデル、タレント
- 生年不詳 - 萬あきら、俳優、元宝塚歌劇団専科男役
- 生年不詳 - メイリ、グラビアアイドル、女優
- 生年不詳 - 七海花音、ライトノベル作家
- 生年不詳 - 小室栄子、漫画家
- 生年不詳 - 笹岡雄介、声優
- 生年不詳 - 清和祐子、声優
- 生年不詳 - 鳥越まあや、声優
- 生年不詳 - 酒村ゆっけ、、YouTuber
- 生年不詳 - ユリイ・カノン、ボカロP、作詞家、作曲家[12]

## 忌日
- 1375年 - ジョヴァンニ・ボッカッチョ、詩人（* 1313年）
- 1805年（文化2年11月1日） - 徳川治保、常陸国水戸藩の第6代藩主（* 1751年）
- 1822年 - ギデオン・グレンジャー、第7代アメリカ合衆国郵政長官（* 1767年）
- 1860年 - 徐有壬、清末の官僚・数学家（* 1800年）
- 1889年 - フリードリッヒ・アウグスト・クヴェンシュテット、地質学者、古生物学者（* 1809年）
- 1899年 - シャルル・ラムルー、指揮者、ヴァイオリニスト（* 1834年）
- 1937年 - フランク・ケロッグ、 政治家、国務長官 （* 1856年）
- 1940年 - スコット・フィッツジェラルド、小説家（* 1896年）
- 1944年 - 岡田福吉、プロ野球選手（* 1917年）
- 1945年 - ジョージ・パットン、軍人（* 1885年）
- 1947年 - 島田俊雄、政治家、元衆議院議長（* 1877年）
- 1957年 - 長谷健、小説家（* 1904年）
- 1959年 - 北大路魯山人、芸術家（* 1883年）
- 1966年 - 土橋修、プロ野球選手（* 1944年）
- 1974年 - 福田雅之助、テニス選手（* 1897年）
- 1977年 - 片桐軍三、フリールポライター（* 1941年）
- 1978年 - 佐野周二、俳優（* 1912年）
- 1980年 - 梅田晴夫、劇作家、随筆家（* 1920年）
- 1982年 - 邦創典、俳優（* 1903年）
- 1983年 - ポール・ド・マン、文学理論家（* 1919年）
- 1985年 - 藤原釜足、俳優（* 1905年）
- 1985年 - 増田甲子七、政治家（* 1898年）
- 1988年 - ニコ・ティンバーゲン、動物行動学者、鳥類学者（* 1907年）
- 1990年 - マグダ・ユーリン、フィギュアスケート選手（* 1894年）
- 1992年 - ナタン・ミルシテイン、ヴァイオリニスト（* 1903年）
- 1992年 - アルバート・キング、ブルースミュージシャン（* 1923年）
- 1994年 - 曽宮一念、洋画家、随筆家、歌人（* 1893年）
- 1994年 - 千田是也、演出家、俳優、デザイナー（* 1904年）
- 1999年 - 岩城力也、俳優（* 1915年）
- 1999年 - 大川慶次郎、競馬評論家（* 1929年）
- 2001年 - キラ・イワノワ、フィギュアスケート選手（* 1963年）
- 2002年 - 河村久子、女優、声優（* 1923年）
- 2004年 - 今西祐行、児童文学作家（* 1923年）
- 2005年 - 大沢清輝、天文学者（* 1917年）
- 2005年 - エルロッド・ヘンドリックス、元プロ野球選手（* 1940年）
- 2005年 - 砂本量、脚本家、映画監督、映画プロデューサー（* 1958年）
- 2006年 - フィリパ・ピアス、児童文学作家（* 1920年）
- 2006年 - サパルムラト・ニヤゾフ、トルクメニスタン大統領（* 1940年）
- 2008年 - 相賀徹夫、小学館第2代社長（* 1925年）
- 2008年 - 佐々木吉郎、プロ野球選手（* 1940年）
- 2008年 - 渡部光、教育学者（* 1945年）
- 2009年 - アン・ニクソン・クーパー、市民活動家（* 1902年）
- 2009年 - エドヴィン・クレープス、生化学者、 ノーベル生理学・医学賞受賞者（* 1918年）
- 2009年 - 小澤保知、工学者、北海道大学名誉教授、元北海道自動車短期大学学長（* 1919年）
- 2009年 - 伊藤漱平、中国文学者、二松学舎大学元学長、東京大学名誉教授（* 1925年）
- 2010年 - エンツォ・ベアルツォット、サッカー監督（* 1927年）
- 2010年 - 小寺弘之、政治家、自治官僚、第13-16代群馬県知事（* 1940年）
- 2011年 - 松野正子、児童文学作家、翻訳家（* 1935年）
- 2011年 - 上田馬之助、元大相撲力士、プロレスラー（* 1940年）
- 2011年 - 野島久雄、認知科学者（* 1956年）
- 2013年 - ジョン・アイゼンハワー、陸軍准将、外交官、軍事史家（* 1922年）
- 2013年 - 北岡徹、実業家、元日本セメント（現太平洋セメント）社長（* 1923年）
- 2013年 - 高橋久子、労働官僚、元最高裁判所判事（* 1927年）
- 2013年 - 渡辺一民、フランス文学者、文芸評論家、立教大学名誉教授（* 1932年）
- 2014年 - 中尾英俊、法学者、西南学院大学名誉教授、湘潭大学名誉教授（* 1924年）
- 2014年 - 夏目俊二、俳優、演出家（* 1926年）
- 2014年 - ビリー・ホワイトロー、女優（* 1932年）
- 2014年 - ウド・ユルゲンス、歌手、作曲家（* 1934年）
- 2015年 - エマニュエル・ヤーブロー、総合格闘家（* 1964年）
- 2016年 - 菅井えり、歌手、作曲家（* 1961年）
- 2017年 - 一誠、禅僧（* 1927年）
- 2017年 - ブルース・マッカンドレス2世、軍人、宇宙飛行士（* 1937年）
- 2017年 - 大西勝也、裁判官、元最高裁判所判事、東京高等裁判所長官（* 1928年）
- 2017年 - ブルース・マッカンドレス2世、軍人、宇宙飛行士（* 1937年）
- 2017年 - 岡井崇、医師、産婦人科医、小説家（* 1947年）
- 2017年 - 石川忠、作曲家、インダストリアル・ミュージシャン（* 1966年）
- 2019年 - 黒川正昭、裁判官、元広島高等裁判所長官・大阪高等裁判所長官（* 1924年）
- 2019年 - 永井孝信、政治家、第62代労働大臣（* 1930年）
- 2019年 - エマニュエル・ウンガロ、ファッションデザイナー（* 1933年）
- 2019年 - マーティン・ピータース、サッカー選手、サッカー指導者（* 1943年）
- 2019年 - 勝野正之、サッカー選手、サッカー指導者（* 1960年）
- 2019年 - ジェリー・アランギラン、漫画家（* 1968年）
- 2019年 - エマニュエル・ウンガロ、ファッションデザイナー（* 1933年）
- 2020年 - ケビン・グリーン、アメリカンフットボール選手、コーチ（* 1962年）
- 2020年 - 今井ゆうぞう、歌手、俳優（* 1977年）
- 2021年 - カーライル・グリーン、政治家、元グレナダ総督（* 1932年）
- 2021年 - ゲオルゲ・アレクサンダー・アルブレヒト、指揮者、フランツ・リスト・ヴァイマル音楽大学名誉教授（* 1935年）
- 2022年 - 内田茂、政治家（* 1939年）
- 2022年 - 高見知佳、女優、歌手（* 1962年）
- 2023年 - ロバート・ソロー、経済学者、ノーベル経済学賞受賞者（* 1924年）
- 2023年 - アレクセイ・スタロビンスキー、天体物理学者（* 1948年）
- 2024年 - 小名木栄三郎、ドイツ文学者、慶應義塾大学名誉教授（* 1929年）
- 2024年 - 岡崎万寿秀、政治家、俳人（* 1930年）
- 2024年 - 加茂さくら、女優（* 1937年）
- 2024年 - 名取幸政、俳優、声優（* 1941年）
- 2024年 - ケイシー・カオス（Casey Chaos）、ミュージシャン（エイメン）（* 1965年）
- 2024年 - アート・エヴァンス、俳優（* 1942年）

## 記念日・年中行事
- クロスワードの日
1913年のこの日の『ニューヨーク・ワールド』紙の日曜版にクロスワードパズルが掲載され、クロスワードパズルが世間に知られるきっかけとなったことから。
- 回文の日（ 日本）
「回文俳句」などを手がける宮崎二健が制定。「1221」が回文のようになっていることから。
- 遠距離恋愛の日（ 日本）
1221の並び方が、両端が離れた1人を表し、中の2が2人一緒に仲良くしていることを表すということで、長野のFM局のアナウンサーの発案で作られた。
- バスケットボールの日
1891年のこの日に、アメリカ国際YMCAトレーニングスクールにおいて、世界で初めてのバスケットボールの試合が行われたことから[13]。